# Burovo
Burovo es un pueblo ubicado en la municipalidad de Lazarevac, en el distrito de Belgrado, Serbia.

## Superficie
Posee una superficie de 3,334 kilómetros cuadrados.

## Demografía
Hasta 2011 la población era de 448 habitantes, con una densidad de población de 134,4 habitantes por kilómetro cuadrado.